# Discografia lui Basshunter
Discografia lui Basshunter se compune din cinci album de studio, două compilații, 30 single-uri, cinci single-uri promoționale și 17 videoclipuri. 

## Albume

### Albume de studio
| The Bassmachine - Lansat: 25 august 2004 - Casă de discuri: Alex Music - Formate: CD, descărcare digitală                   | —  | —  | —  | —  | —  | —  | —  | —  | — | —  |                                  |                                           |
| LOL <(^^,)> - Lansat: 28 august 2006 - Casă de discuri: Warner Music Sweden - Formate: CD, descărcare digitală              | 5  | 12 | 3  | 82 | 4  | 51 | —  | 19 | — | —  | - DEN: 2× Platină - FIN: Platină | - DEN: 40,000 - FIN: 33,365 - FRA: 11,020 |
| Now You're Gone – The Album - Lansat: 14 July 2008 - Casă de discuri: Hard2Beat - Formate: CD, CD+DVD, descărcare digitală  | 38 | 17 | —  | 6  | 35 | 36 | 2  | —  | 1 | 1  | - UK: Platină - NZL: Platină     | - UK: 376,017 - NZL: 20,000+ - FRA: 9,900 |
| Bass Generation - Lansat: 25 September 2009 - Casă de discuri: Warner Music Sweden - Formate: CD, 2×CD, descărcare digitală | —  | —  | 39 | 58 | —  | 41 | 16 | —  | 2 | 16 | - UK: Argint                     | - UK: 60,000                              |
| Calling Time - Lansat: 13 May 2013 - Casă de discuri: Gallo Record Company - Formate: CD, descărcare digitală               | —  | —  | —  | —  | —  | —  | —  | —  | — | —  |                                  |                                           |
| „—” indică faptul că albumul nu a intrat în clasament.                                                                      |    |    |    |    |    |    |    |    |   |    |                                  |                                           |

### Compilații
| Detaliile albumului |
| --- |
| The Old Shit - Lansat: 2006 - Casă de discuri: Self-released - Formate: Descărcare digitală                            |
| The Early Bedroom Sessions - Lansat: 3 December 2012 - Casă de discuri: Rush Hour - Formate: 2×CD, descărcare digitală |

## Single-uri
| An                                       | Titlu                                                | Poziția maximă în clasamente | Poziția maximă în clasamente | Poziția maximă în clasamente | Poziția maximă în clasamente | Poziția maximă în clasamente | Poziția maximă în clasamente | Poziția maximă în clasamente | Poziția maximă în clasamente | Poziția maximă în clasamente | Poziția maximă în clasamente | Certificări                                 | Album                       |
| An                                       | Titlu                                                | SWE                          | AUT                          | DEN                          | FIN                          | GER                          | IRL                          | NLD                          | NOR                          | NZL                          | UK                           | Certificări                                 | Album                       |
| ---------------------------------------- | ---------------------------------------------------- | ---------------------------- | ---------------------------- | ---------------------------- | ---------------------------- | ---------------------------- | ---------------------------- | ---------------------------- | ---------------------------- | ---------------------------- | ---------------------------- | ------------------------------------------- | --------------------------- |
| 2004                                     | „The Big Show”                                       | —                            | —                            | —                            | —                            | —                            | —                            | —                            | —                            | —                            | —                            |                                             | The Bassmachine             |
| 2006                                     | „Welcome to Rainbow”                                 | —                            | —                            | —                            | —                            | —                            | —                            | —                            | —                            | —                            | —                            |                                             |                             |
| 2006                                     | „Boten Anna”                                         | 1                            | 2                            | 1                            | 4                            | 9                            | —                            | 2                            | 3                            | —                            | —                            | - DEN: 3× Platină - SWE: Platină - AUT: Aur | LOL <(^^,)>                 |
| 2006                                     | „Vi sitter i Ventrilo och spelar DotA”               | 6                            | 18                           | 7                            | 2                            | 33                           | 49                           | 9                            | 7                            | —                            | —                            | - DEN: Aur                                  | LOL <(^^,)>                 |
| 2006                                     | „Jingle Bells”                                       | 13                           | —                            | —                            | —                            | —                            | —                            | 31                           | 9                            | —                            | 35                           |                                             | LOL <(^^,)>                 |
| 2006                                     | „Vifta med händerna” (vs. Patrik & Lillen)           | 25                           | —                            | —                            | 7                            | —                            | —                            | —                            | —                            | —                            | —                            |                                             | LOL <(^^,)>                 |
| 2007                                     | „Now You're Gone” (feat. DJ Mental Theo's Bazzheadz) | 2                            | 14                           | 14                           | 8                            | 18                           | 1                            | —                            | 10                           | 3                            | 1                            | - UK: Platină - NZL: Platină                | Now You're Gone – The Album |
| 2008                                     | „Please Don't Go”                                    | 6                            | —                            | —                            | —                            | —                            | —                            | —                            | —                            | —                            | —                            |                                             | Now You're Gone – The Album |
| 2008                                     | „All I Ever Wanted”                                  | 58                           | 15                           | —                            | —                            | 35                           | 1                            | —                            | 3                            | 17                           | 2                            | - NZL: Aur - UK: Aur                        | Now You're Gone – The Album |
| 2008                                     | „Angel in the Night”                                 | 50                           | —                            | —                            | —                            | —                            | 10                           | —                            | —                            | —                            | 14                           | - UK: Argint                                | Now You're Gone – The Album |
| 2008                                     | „Russia Privjet (Hardlanger Remix)”                  | —                            | —                            | —                            | —                            | —                            | —                            | —                            | —                            | —                            | —                            |                                             | Now You're Gone – The Album |
| 2008                                     | „I Miss You”                                         | 45                           | —                            | —                            | —                            | 70                           | —                            | —                            | —                            | —                            | 32                           |                                             | Now You're Gone – The Album |
| 2009                                     | „Walk on Water”                                      | —                            | —                            | —                            | —                            | —                            | —                            | —                            | —                            | —                            | 76                           |                                             | Now You're Gone – The Album |
| 2009                                     | „Al final” (feat. Dani Mata)                         | —                            | —                            | —                            | —                            | —                            | —                            | —                            | —                            | —                            | —                            |                                             | Single fără album           |
| 2009                                     | „Every Morning”                                      | 13                           | —                            | —                            | —                            | 76                           | 17                           | —                            | —                            | 14                           | 17                           |                                             | Bass Generation             |
| 2009                                     | „I Promised Myself”                                  | —                            | —                            | —                            | —                            | —                            | —                            | —                            | —                            | —                            | 94                           |                                             | Bass Generation             |
| 2010                                     | „Saturday”                                           | —                            | —                            | —                            | —                            | —                            | 37                           | —                            | —                            | 14                           | 21                           | - NZL: Aur                                  | Calling Time                |
| 2011                                     | „Fest i hela huset” (vs. Big Brother)                | 5                            | —                            | —                            | —                            | —                            | —                            | —                            | —                            | —                            | —                            |                                             | Calling Time                |
| 2012                                     | „Northern Light”                                     | —                            | —                            | —                            | —                            | —                            | —                            | —                            | —                            | —                            | —                            |                                             | Calling Time                |
| 2012                                     | „Dream on the Dancefloor”                            | —                            | —                            | —                            | —                            | —                            | —                            | —                            | —                            | —                            | —                            |                                             | Calling Time                |
| 2013                                     | „Crash & Burn”                                       | —                            | —                            | —                            | —                            | —                            | —                            | —                            | —                            | —                            | —                            |                                             | Calling Time                |
| 2013                                     | „Calling Time”                                       | —                            | —                            | —                            | —                            | —                            | —                            | —                            | —                            | —                            | —                            |                                             | Calling Time                |
| 2013                                     | „Elinor”                                             | —                            | —                            | —                            | —                            | —                            | —                            | —                            | —                            | —                            | —                            |                                             | Single fără album           |
| 2018                                     | „Masterpiece”                                        | —                            | —                            | —                            | —                            | —                            | —                            | —                            | —                            | —                            | —                            |                                             | Single fără album           |
| 2019                                     | „Home”                                               | —                            | —                            | —                            | —                            | —                            | —                            | —                            | —                            | —                            | —                            |                                             | Single fără album           |
| 2020                                     | „Angels Ain't Listening”                             | —                            | —                            | —                            | —                            | —                            | —                            | —                            | —                            | —                            | —                            |                                             | Single fără album           |
| 2021                                     | „Life Speaks to Me”                                  | —                            | —                            | —                            | —                            | —                            | —                            | —                            | —                            | —                            | —                            |                                             | Single fără album           |
| 2022                                     | „End the Lies” & Alien Cut)                          | —                            | —                            | —                            | —                            | —                            | —                            | —                            | —                            | —                            | —                            |                                             | Single fără album           |
| 2023                                     | „Ingen kan slå (Boten Anna)” (Victor Leksell)        | 4                            | —                            | —                            | —                            | —                            | —                            | —                            | —                            | —                            | —                            |                                             | Single fără album           |
| „—” denotă un single care nu s-a clasat. |                                                      |                              |                              |                              |                              |                              |                              |                              |                              |                              |                              |                                             |                             |

### Single-uri promoționale
| An   | Titlu                           | Album                      |
| ---- | ------------------------------- | -------------------------- |
| 2004 | „Syndrome de Abstenencia”       | The Bassmachine            |
| 2005 | „Wacco Will Kick Your Ass”      | The Early Bedroom Sessions |
| 2007 | „I Can Walk on Water I Can Fly” | Single fără album          |
| 2007 | „Russia Privjet”                | LOL <(^^,)>                |
| 2008 | „Megamix”                       | Single fără album          |

## Videoclipuri
| An   | Titlu                                  | Regizor(i)                       |        |
| ---- | -------------------------------------- | -------------------------------- | ------ |
| 2006 | „Boten Anna”                           | Carl-Johan Westregård Kim Parrot | [ 35 ] |
| 2006 | „Vi sitter i Ventrilo och spelar DotA” | Carl-Johan Westregård Kim Parrot | [ 36 ] |
| 2006 | „Vifta med händerna”                   | N/A                              | [ 37 ] |
| 2007 | „DotA”                                 | N/A                              | [ 38 ] |
| 2007 | „Now You're Gone”                      | Alex Herron                      | [ 39 ] |
| 2008 | „All I Ever Wanted”                    | Alex Herron                      | [ 40 ] |
| 2008 | „Angel in the Night”                   | Alex Herron                      | [ 41 ] |
| 2008 | „I Miss You”                           | Alex Herron                      | [ 42 ] |
| 2009 | „Walk on Water”                        | N/A                              | [ 43 ] |
| 2009 | „Every Morning”                        | Alex Herron                      | [ 44 ] |
| 2009 | „I Promised Myself”                    | Alex Herron                      | [ 45 ] |
| 2010 | „Saturday”                             | Alex Herron                      | [ 46 ] |
| 2012 | „Northern Light”                       | Alex Herron                      | [ 47 ] |
| 2012 | „Dream on the Dancefloor”              | Gareth Evans                     | [ 48 ] |
| 2013 | „Crash & Burn”                         | Farzad Bayat                     | [ 49 ] |
| 2013 | „Calling Time”                         | Gareth Evans                     | [ 50 ] |